# Podium (verhoging)

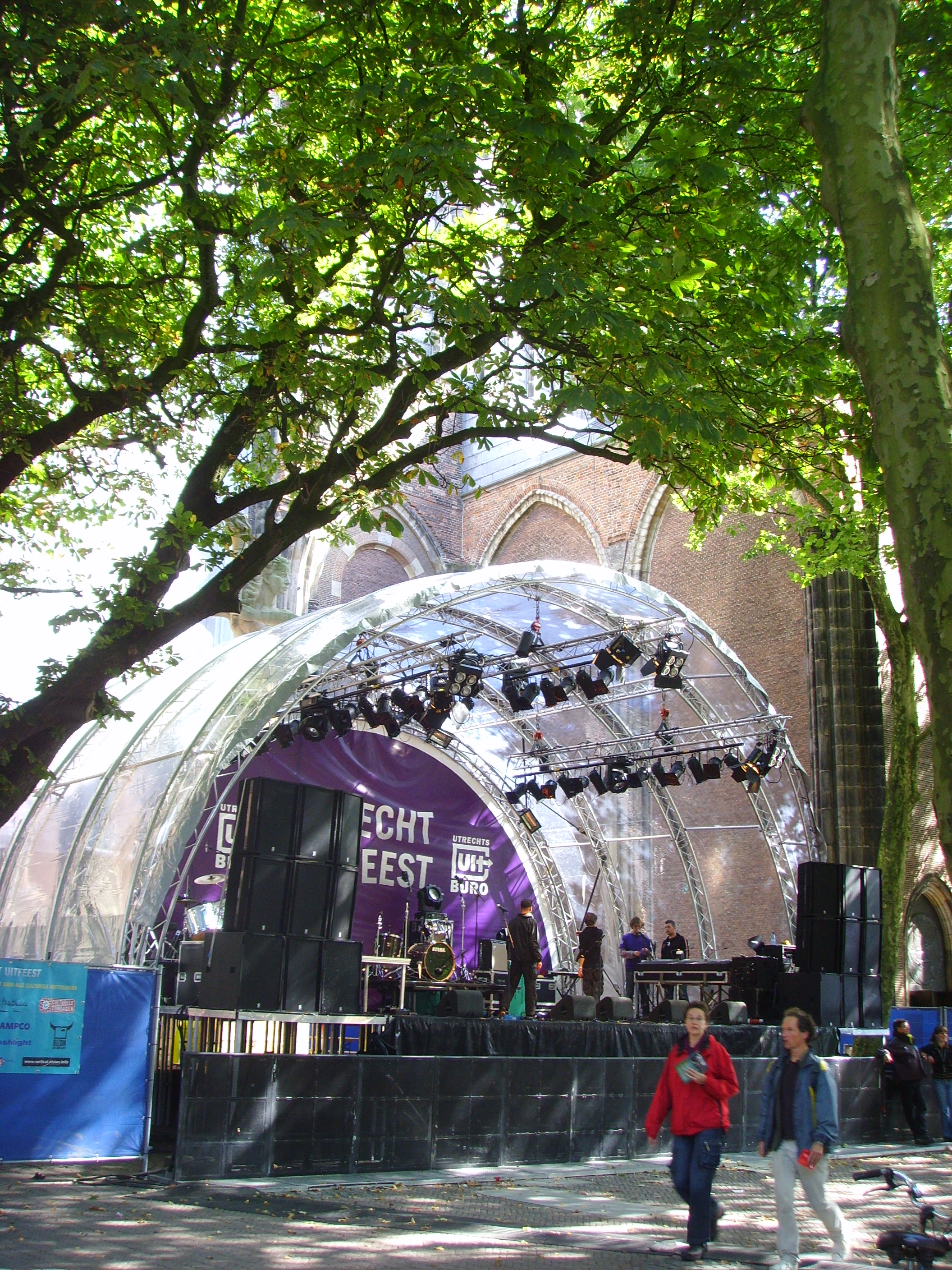
Tijdelijk muziekpodium op het Domplein in Utrecht

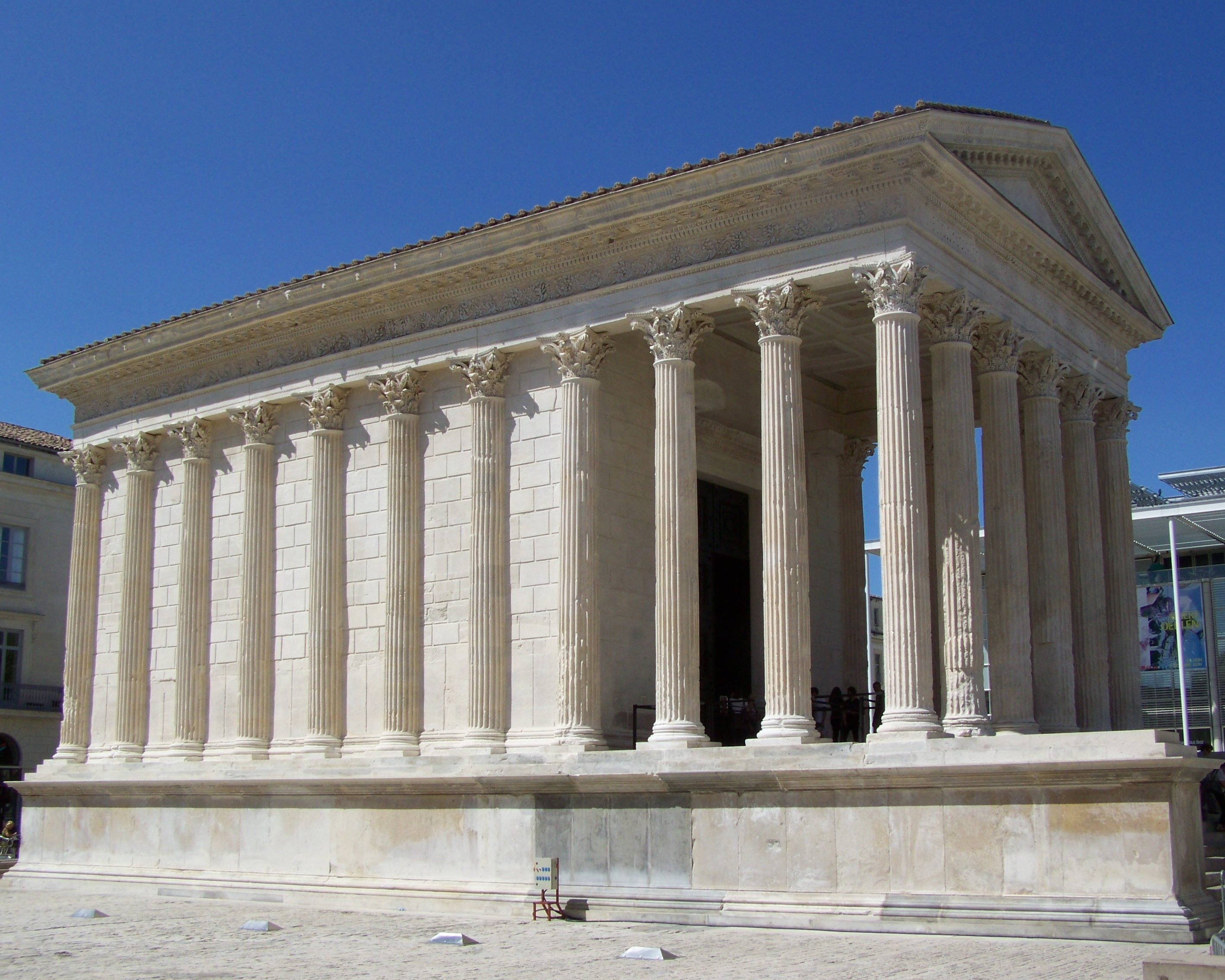
Het Maison Carrée in Nîmes vertoont duidelijk de kenmerken van de Romeinse "standaardtempels", waaronder een hoog podium

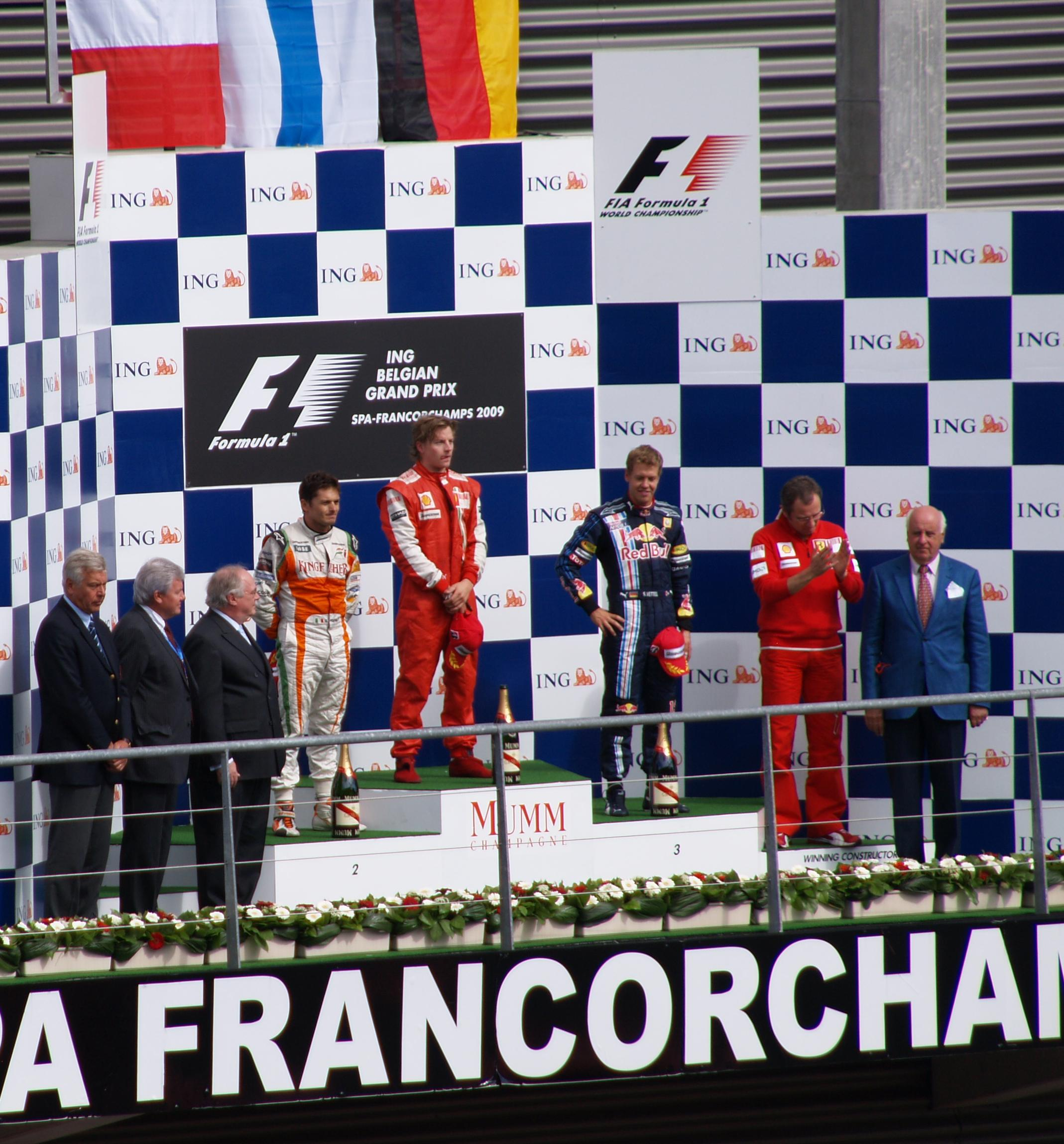
Erepodium bij een Belgische Formule 1-wedstrijd (2009)

Een podium is een verhoging waarop mensen kunnen gaan staan als ze iets over te brengen hebben op een publiek, bijvoorbeeld een toespraak,  preek, of optreden, zodat ze voor het hele publiek hoor- en zichtbaar zijn. Deze verhoging kan demontabel zijn, zoals  op festivals en demonstraties.

## Architectuur
Een podium is in de architectuur een massief metselwerk dat zich verheft boven de grond en een of meerdere structuren ondersteunt. Het bevat een trap die het hoger gelegen vlak toegankelijk maakt. De Romeinse tempels (die dit hadden overgenomen van de Etruskische) zijn vaak geplaatst op een podium (bijvoorbeeld het Maison Carrée te Nîmes). Dit zogenaamde 'podium' in de tempelbouw wordt de krepis genoemd.

## Toneel
Met "podium" wordt ook vaak het toneel in een theater aangeduid. Een podium is een verhoging die op het toneel gebouwd kan worden. In overdrachtelijke zin wordt hiermee ook vaak een gebouw voor kunstuitvoeringen/concerten aangeduid, zoals een concertpodium of specifieker: poppodium, jazzpodium, literair podium etc.
Met de term open podium wordt vaak aangegeven dat er een voorstelling plaatsvindt waaraan iedereen kan deelnemen die daar zin in heeft. In het deeltijds kunstonderwijs en in het KSO groepeert men toneel, voordracht, zang en dans onder de noemer podiumkunsten.

## Sport
In de sport is een erepodium een verhoging die veel wordt gebruikt bij de prijsuitreiking van wedstrijden. Op dit podium staat in het midden de kampioen met links en rechts van hem/haar de personen die derde en tweede zijn geworden. Deze drie personen krijgen op het podium van eer hun prijs overhandigd en vaak ook een champagnefles waarmee veelal gespoten wordt naar de aanwezigen. Bij internationale wedstrijden wordt hierbij ook het Volkslied van het land van de winnaar gespeeld en worden de vlaggen van landen van de winnaars gehesen. In dit verband wordt het behalen van de eerste, tweede of derde prijs ook het behalen van een podiumplaats genoemd.